# Khost-Gardez-Pass
Der Chost-Gardiz-Pass oder Khost-Gardez-Pass (persisch گذرگاه خوست-گاردیز), auch Seti-Kandow Pass genannt, ist die Hauptverbindung von Chost und Gardez, der Hauptstadt der afghanischen Provinz Paktia. Der Pass ist teilweise eine unbefestigte Piste und teilweise asphaltiert.

## Geschichte

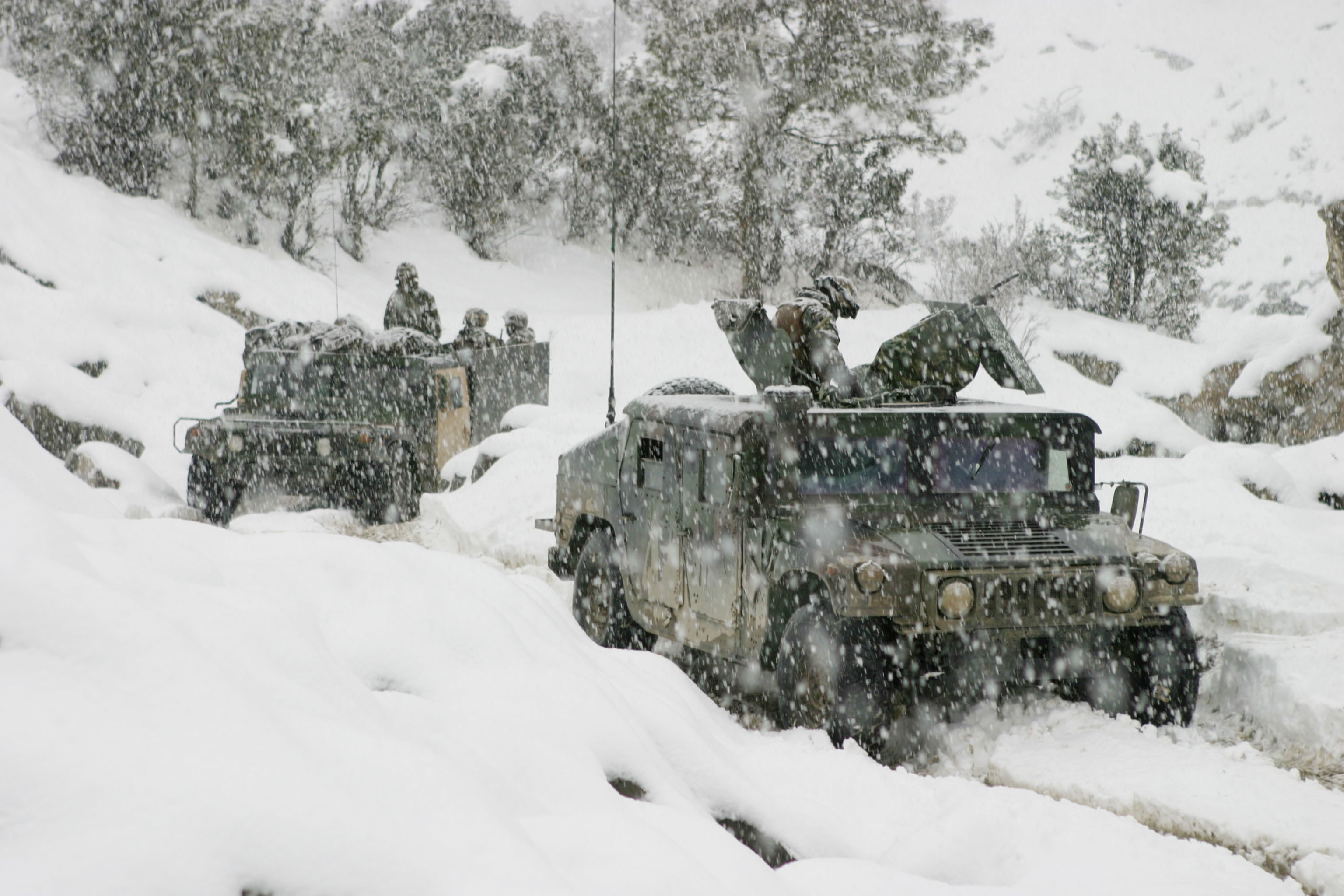
Das 3rd Battalion, 3rd Marine Regiment der US Navy während der Operation Enduring Freedom auf dem Khost-Gardez-Pass am 30. Dezember 2004

Der Khost-Gardez-Pass wird seit der Antike genutzt, als er die Verbindung von Kabul nach Indien ermöglichte. Während der sowjetischen Besetzung griffen Mudschaheddin häufig sowjetische Konvois auf diesem Passweg an. Die Passstraße wurde mit Geldmitteln eines deutschen Entwicklungsprojekts aus dem Jahre 1965 teilweise asphaltiert und instand gesetzt. Diese Arbeiten wurden im Jahre 1979 mit der sowjetischen Besetzung aufgegeben.

## Geografie
Die Straße auf den Khost-Gardez-Pass beginnt auf etwa 2.300 m Höhe im Tal des Gardezflusses und steigt auf eine Scheitelhöhe von etwa 4000 m an. Der Pass führt durch zahlreiche Verwaltungs- und Stammesgebiete, wie die der Swak, Gerda Serai und Waze Zadran in Paktia und Besmil in Chost. Der Stamm der Zadran ist der dominierende Paschtunenstamm, der im Gebiet dieses Passes lebt.
Der Pass liegt in einem ariden Klima, in dem lediglich Gebüsch und kleine Bäume wachsen. Im Winter ist der Pass wegen hohen Schnees nicht passierbar.
Von Pakistan aus führt der Peiwar-Pass nach Gardez und über den Khost-Gardez-Pass weiter bis Chost. Von dort führt die Straße weiter nach Kabul. Diese Wegstrecke ist die kürzeste Verbindung von Kabul nach Pakistan.

## Sicherheit
Die Sicherheit in der Passregion ist problematisch und es ist mit Angriffen militanter Kräfte zu rechnen. Es wurden Soldaten der Koalition, der afghanischen Streitkräfte und Zivilisten angegriffen und ermordet. Die afghanischen Sicherheitskräfte und die Koalition haben einen Außenposten Salerno zur Sicherheit der Reisenden unweit des Passes eingerichtet.